# Балахонова, Анжела Анатольевна
Анжела Балахонова (род. 18 декабря 1972 года, Шахтёрск, Донецкая область, Украинская ССР, СССР) — бывшая украинская прыгунья с шестом.
Двукратная чемпионка Европы 1998 года (в помещении и на открытом воздухе), серебряный призёр чемпионата мира 1999 года, участница двух летних Олимпийских игр (2000, 2004), мастер спорта международного класса.

## Биография
В 1994 году Анжела окончила факультет физического воспитания Тернопольского педагогического института (ныне Тернопольский национальный педагогический университет имени Владимира Гнатюка). 
Тренировалась у Владимира Балясникова.
В 1998 году получила Орден «За заслуги» III степени, в 1999 году — Орден княгини Ольги III-й степени.
Замужем. Муж — бывший российский прыгун с шестом Вадим Строгалев. 1 апреля 2002 года Анжела родила сына Никиту.

## Основные результаты
| Год  | Соревнования                      | Место проведения     | Место  | Результат |
| ---- | --------------------------------- | -------------------- | ------ | --------- |
| 1996 | Чемпионат Европы в помещении      | Стокгольм, Швеция    | 7      | 3,85 м    |
| 1997 | Чемпионат мира в помещении        | Париж, Франция       | 9      | 4,00 м    |
| 1997 | Летняя Универсиада                | Сицилия, Италия      | 4      | 4,10 м    |
| 1998 | Чемпионат Европы в помещении      | Валенсия, Испания    | 1      | 4,45 м WR |
| 1998 | Игры доброй воли                  | Нью-Йорк, США        | 4      | 4,20 м    |
| 1998 | Чемпионат Европы                  | Будапешт, Венгрия    | 1      | 4,31 м    |
| 1999 | Чемпионат мира                    | Севилья, Испания     | 2      | 4.55 m    |
| 2000 | Летние Олимпийские игры           | Сидней, Австралия    | 12     | NM        |
| 2001 | Чемпионат мира в помещении        | Лиссабон, Португалия | —      | NM        |
| 2001 | Чемпионат мира                    | Эдмонтон, Канада     | 13 (q) | 4,25 м    |
| 2004 | Летние Олимпийские игры           | Афины, Греция        | 6      | 4,40 м    |
| 2004 | Всемирный легкоатлетический финал | Монте-Карло, Монако  | 6      | 4,50 м    |
| 2005 | Чемпионат мира                    | Хельсинки, Финляндия | 20 (q) | 4,15 м    |